# Форести, Джакомо Филиппо

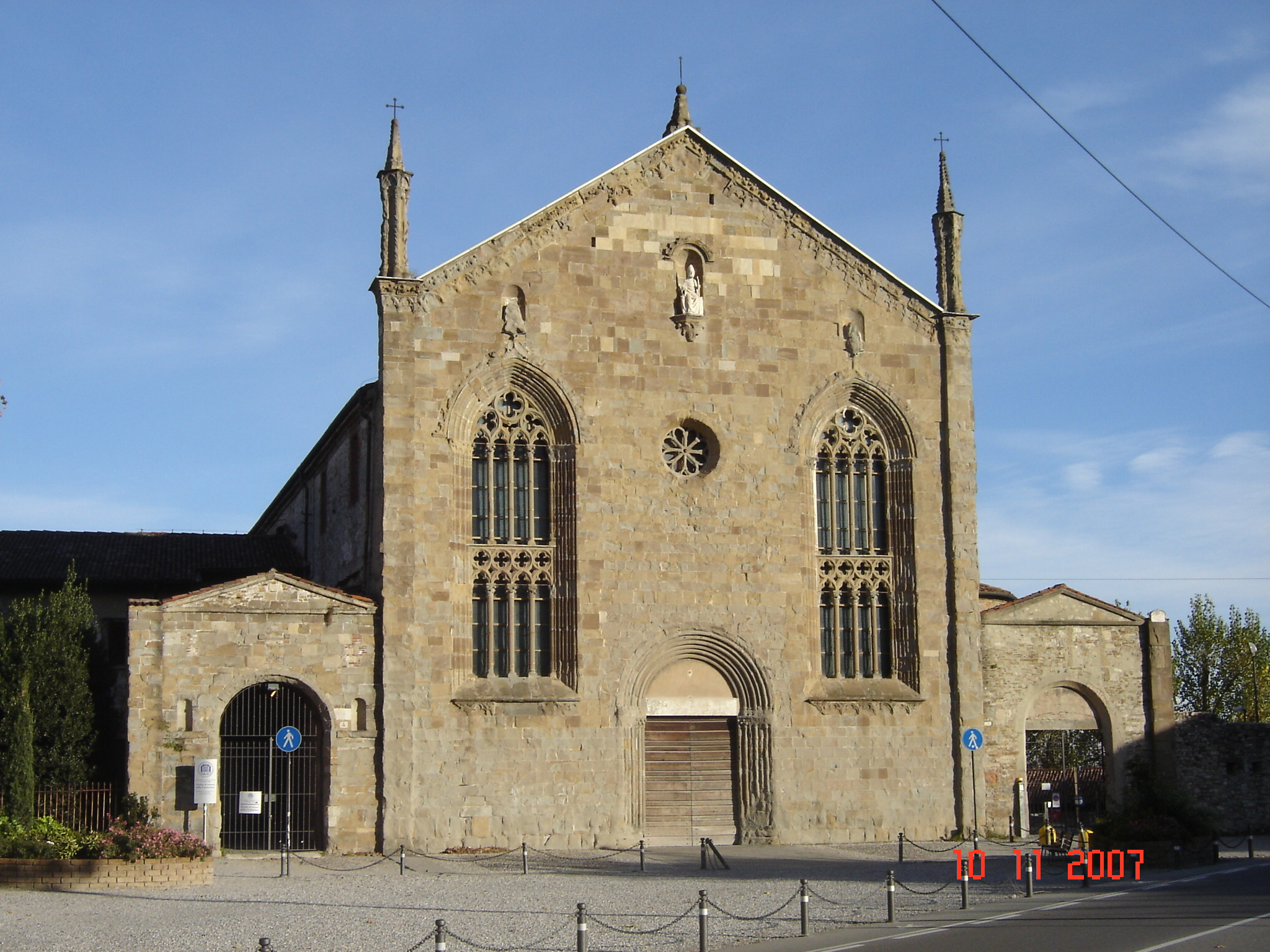
Церковь Сант-Агостино в Бергамо, 1290—1330 гг.

Джакомо Филиппо Форести, или Джакопо Филиппо Форести ди Бергамо (итал. Giacomo Filippo Forèsti, Jacopo Filippo di Bergamo, лат. Iacobus Philippus Bergomensis, 1434, Сольто-Коллина — 15 июня 1520, Бергамо) — итальянский хронист и богослов, монах-августинец, автор «Прибавления к всемирной хронике от сотворения мира до 1482 года» (лат. Supplementum Chronicorum Orbis, ab initio mundi ad annum 1482).

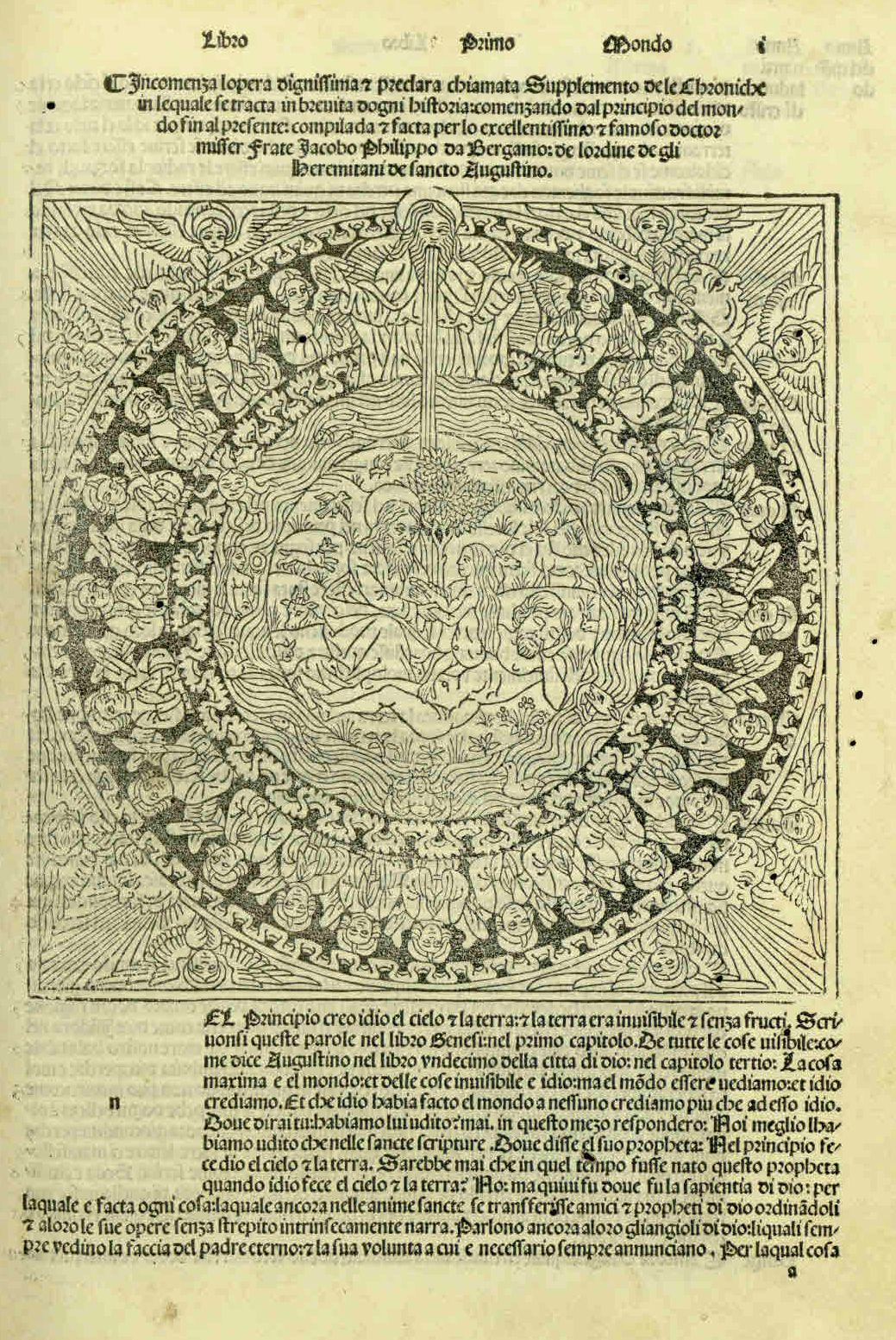
Лист из венецианского издания хроники Дж. Ф. Форести (1491)

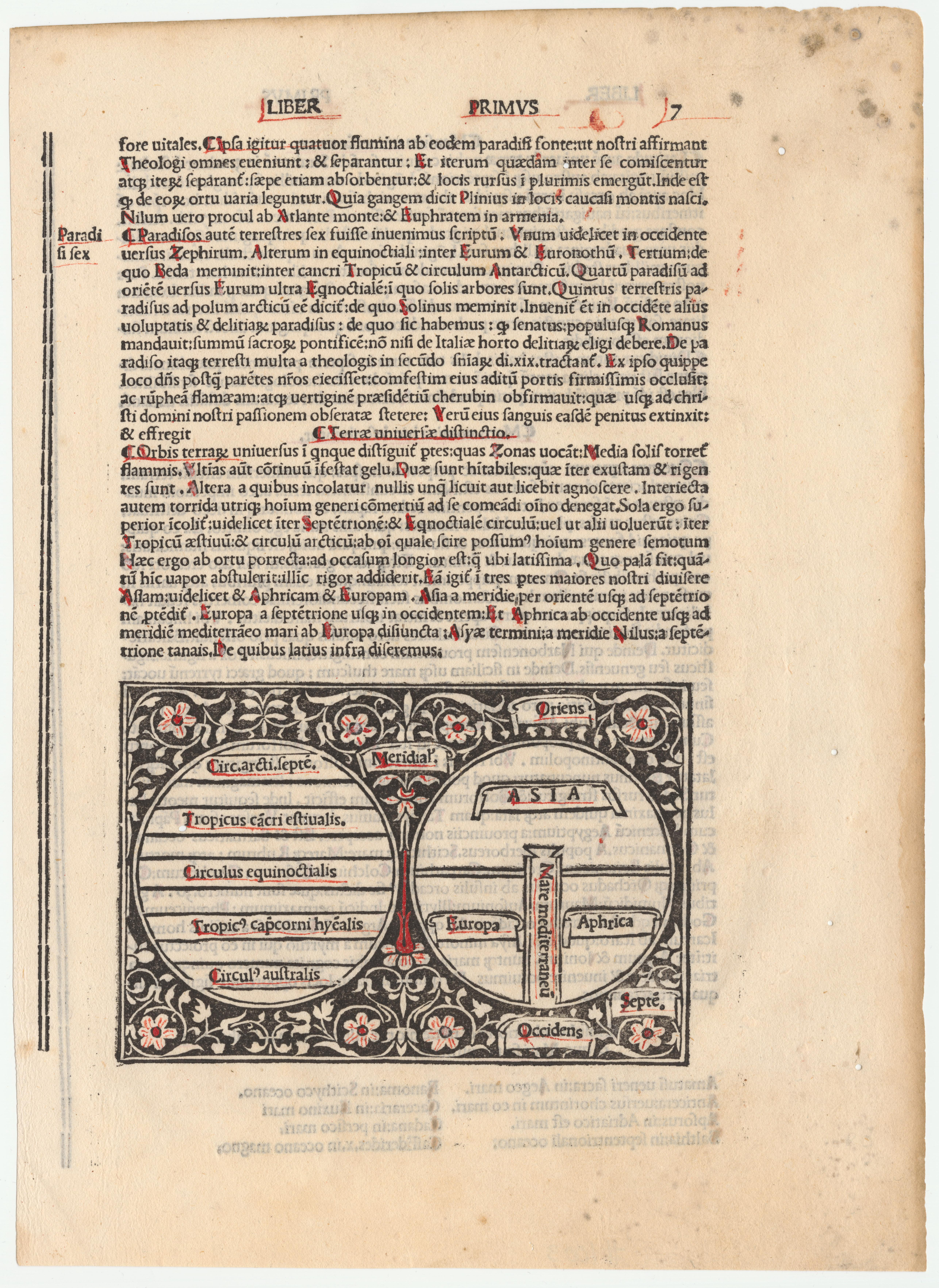
Карта мира Джованни да Кариньяно из венецианского издания хроники Дж. Ф. Форести (1503)

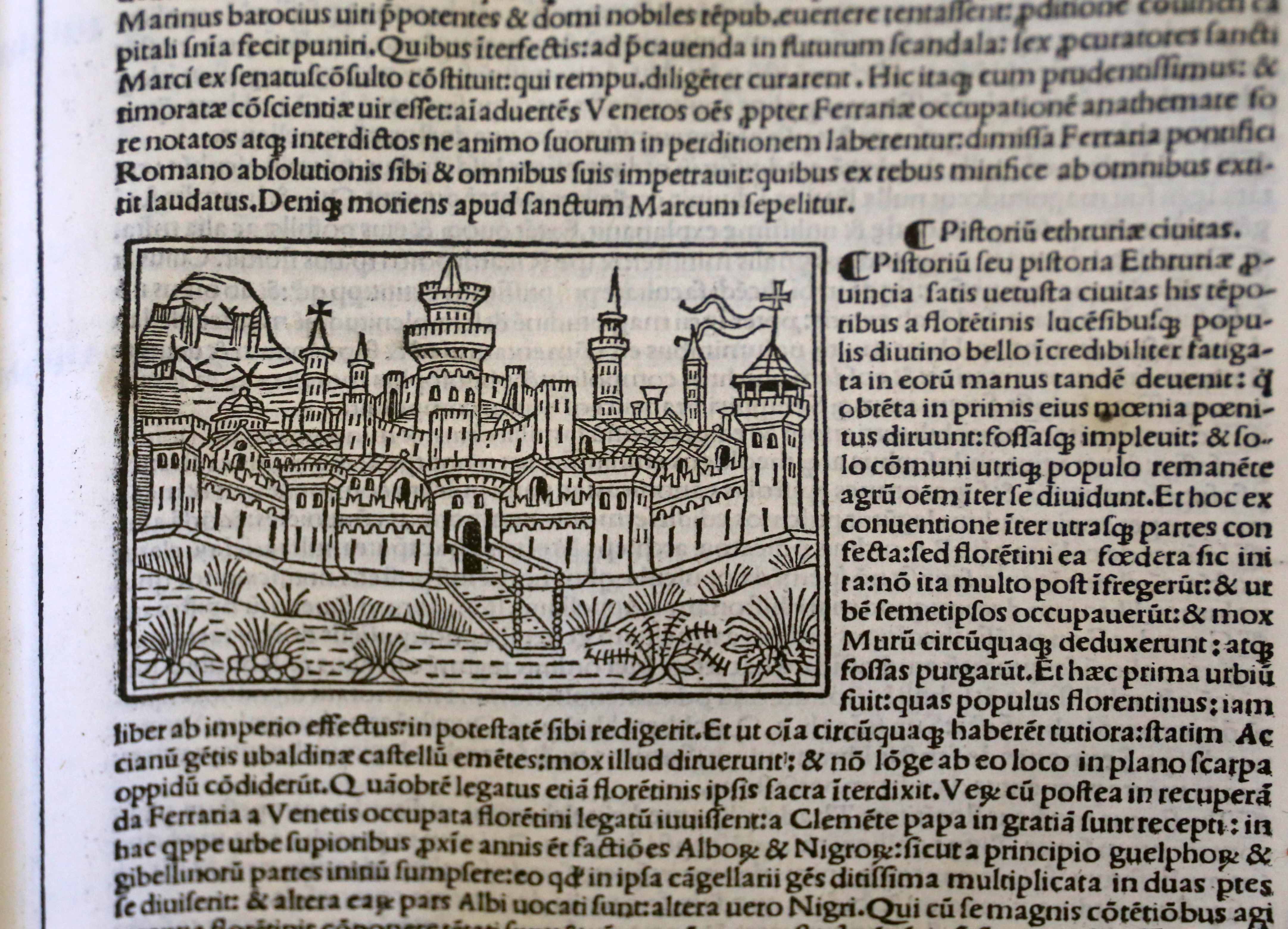
Город Пистоя. Рис. из венецианского издания хроники Дж. Ф. Форести (1486)

## Биография

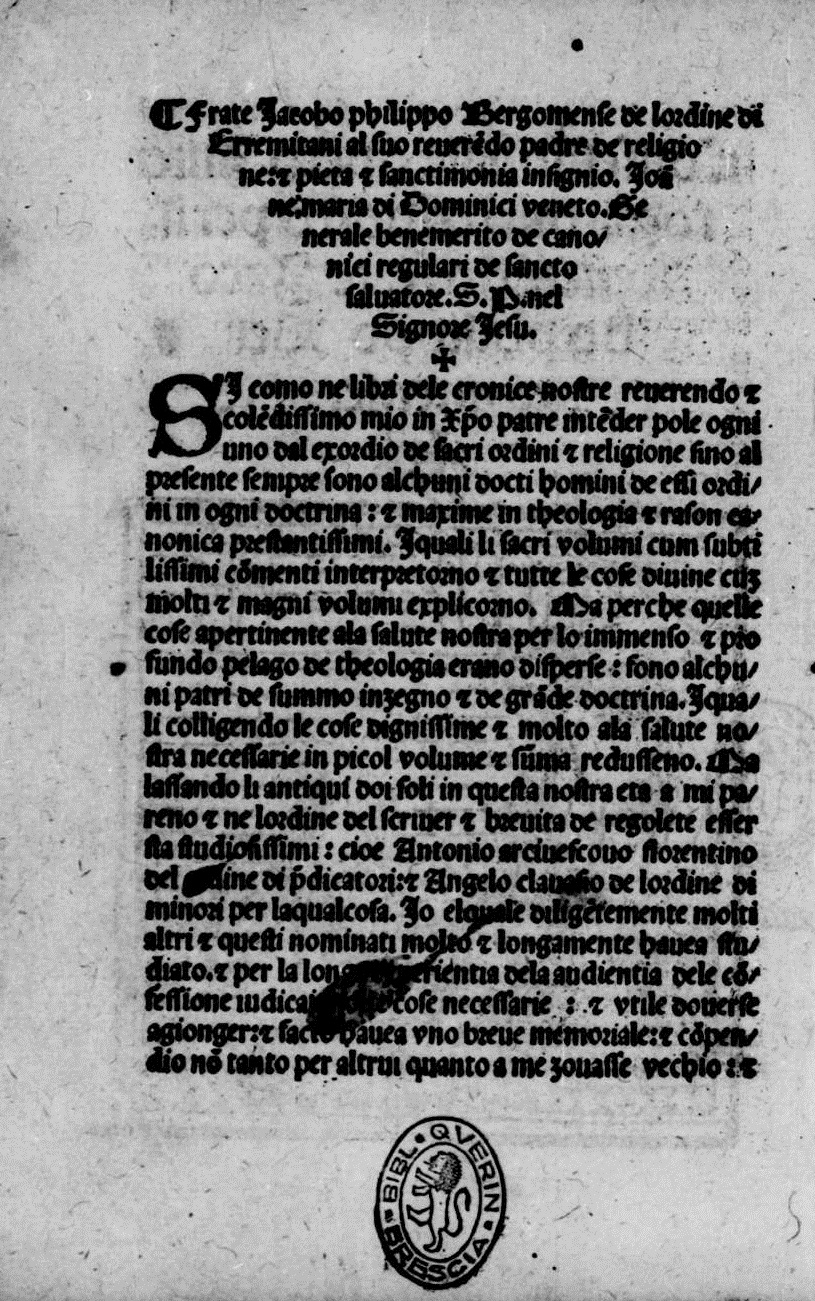
Лист из венецианского издания «Исповедника» Дж. Ф. Форести (1520)

Родился в 1434 году в Сольто-Коллина близ Бергамо в старинной и знатной семье, носившей графский титул.
Смолоду проявив склонность к литературным занятиям, он получил духовное образование при местном монастыре Св. Франциска. 1 мая 1451 года принял постриг в приорате Святого Августина в Бергамо, пришедшем к тому времени в упадок, переданном в 1443 году наблюдательному собранию ордена в Ломбардии и восстанавливавшемся трудами братьев Агостино, Джорджо да Кремона, Джованни да Новара и Джованни Рокко да Павия.
Получив должность приора и распоряжаясь реконструкцией монастырских зданий, внёс в их архитектурный облик несколько новшеств и сумел собрать немало пожертвований и вкладов по завещаниям от зажиточных городских семей, в том числе некого Сальвино Ривола, владельца каменного карьера в Кастель-Бельфонте, передавшего последний обители в обмен на вечное поминовение его души в алтаре Св. Николая.
В 1471—1478 годах проживал в Брешии, пережив там сильное землетрясение и остро переболев чумой. Затем жил и работал в Венеции, Флоренции и Риме. В 1491—1492 годах находился при дворе герцога Эрколе I д’Эсте в Ферраре.
С 1494 года был настоятелем монастыря в Имоле, а c 1496 года — монастыря в Форли. В монастырях, которыми управлял, старался привить любовь к учёным занятиям и заводил в них библиотеки. Известно немало манускриптов с его владельческими подписями, хранящихся в Гражданской библиотеке Анджело Маи в Бергамо, а также несколько документов с его записями о покупке книг, изданных в XIX веке местным историком Антонио Тирабоски.
В 1499 году вернулся в монастырь Св. Августина в Бергамо, где, помимо литературных трудов, занимался расширением его и обустройством, а также пополнением монастырской библиотеки. В 1504 году по поручению городского совета Бергамо выступил в качестве миротворца в споре между местными политическими группировками.
Умер в родной обители 15 июня 1520 года в возрасте 86 лет, 69 из которых, по словам его биографа Донато Кальви, посвятил церковным трудам. Похоронен в приоратской церкви Святого Августина в Бергамо.

## Сочинения

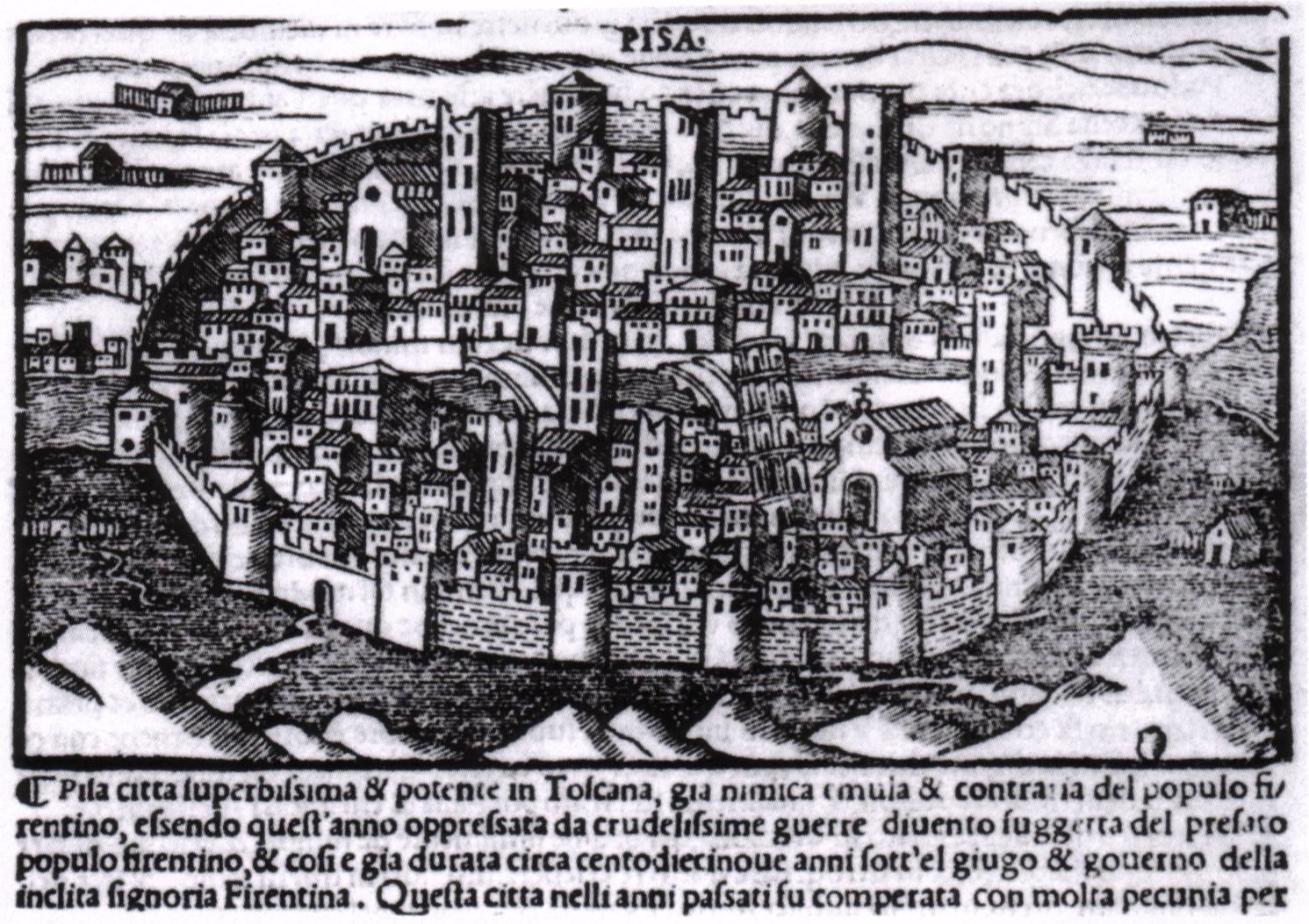
Город Пиза. Гравюра из венецианского издания хроники Дж. Ф. Форести (1540)

Основным историческим трудом Джакомо Форести является «Прибавление к всемирной хронике, от сотворения мира до 1482 года» (лат. Supplementum Chronicorum Orbis, ab initio mundi ad annum 1482) в 15 книгах, составлявшееся им на латыни, по-видимому, ещё в 1470-е годы в Брешии, продолженное во Флоренции и Риме, и законченное в 1483 году в Венеции, а затем неоднократно дополнявшееся сначала самим автором, а после его издателями.
По мнению современного исследователя творчества Форести проф. Лючии М. Фратини, в работе над хроникой ему мог оказать помощь известный бергамский лексикограф и эрудит Амброджио Калепино, принадлежавший также к ордену августинцев.
Помимо реальных событий мировой истории, подразделяемой, согласно Августину, на шесть эпох, хроника Форести заключает в себе немало мифов и легенд, как расхожих, наподобие рассказов о Троянской войне, римских сивиллах или государстве Пресвитера Иоанна, так и уникальных, вроде сообщения о легендарном посольстве эфиопского негуса Ведема Араада ко двору папы Климента V в Пуатье (1306), а также карту мира, составленную в 1314 году генуэзским картографом Джованни да Кариньяно. Наибольшую ценность для историков представляют её заключительные книги, описывающие события, современные жизни автора или его продолжателей.
Основными источниками для хроники послужили «Золотая легенда» Иакова Ворагинского (1260), «Великое Зерцало» Винсента из Бове (1264), «Хроника пап и императоров» Мартина Опавского (1278), «Великая хроника» Гальвано Фьямма Миланского (1342), а также трактат Джованни Бокаччо «Генеалогия языческих богов» (лат. De genealogia deorum gentilium, 1360), комментарии Бенвенуто да Имола к «Божественной комедии» Данте (1370-е гг.), «Жизнеописания Христа и всех понтификов» (лат. Liber de vita Christi ac omnium pontificum) Бартоломео Платина (1475) и «Всеобщая хроника от сотворения мира до 1360 года» (лат. Chronicon partibus tribus distincta ab initio mundi ad MCCCLX) Антонино Пьероцци (1477).
Помимо перечисленных имён, анализ хроники выдаёт знакомство её составителя с трудами Геродота, Страбона, Тита Ливия, Валерия Максима, Плиния Старшего, Плутарха, Светония, Авла Геллия, Поликрата Эфесского, Юстина, Диогена Лаэртского, Юлия Капитолина и др. авторов жизнеописаний Августов, Флавия Евтропия, Павла Орозия, Павла Диакона и др. Автор касается событий истории египтян, ассирийцев, иудеев, мидийцев, персов, скифов, амазонок, лидийцев, греков, македонян, римлян, галлов, готов, вандалов, лангобардов, англов, немцев, итальянцев, испанцев, венгров, чехов и турок.
Впервые напечатанная в 1483 году в Венеции известным издателем Бернардино Бенали, хроника Форести уже в 1485 году была переиздана в Брешии, в 1486 и 1491 годах снова напечатана в Венеции Бернардино Риццо, а в 1493 году выпущена Антоном Кобергером в Нюрнберге. В следующем издании 1503 года, выпущенном в Венеции Альбертино Лиссона под заглавием «Novissimae Historiarum ommum repercussiones, quae Supplementum Supplementironicarum nuncupantur», хроника была дополнена новой 16-й книгой, доводившей изложение до 1499 года, а в парижском издании 1535 года она дополнена была событиями, произошедшими после 1500 года.
В 1554 году в Венеции Джеронимо Калепино издал перевод хроники на итальянский язык, с дополнениями из трудов Паоло Джовио, Пьетро Бембо, Иоганна Кариона и Марко Гуаццо. Современный итальянский историк-медиевист Карло Гинзбург насчитывает не менее пятнадцати изданий хроники Джакомо Форести, опубликованных между 1488 и 1581 годами.
Хроника переведена была на испанский язык поэтом и юристом из Валенсии Нарцисом Виньолесом и там же опубликована в 1510 году издателем Хорхе Костилла под заглавием «Собрание всемирных хроник» (исп. Suma de todas las crónicas del mundo). Её использовал при составлении своей «Нюрнбергской хроники» (1493) немецкий гуманист Хартман Шедель, а также венецианский историк Марк Антоний Сабеллик в своих «Рапсодиях исторических эннеад» (лат. Enneades sive Rhapsodia historiarum, 1498—1504).
Как историк Форести ещё далёк от идей современного ему гуманизма в духе Поджо Браччолини или Флавио Бьондо, трактуя исторические события преимущественно с точки зрения христианского провиденциализма, вместе с тем его фактологически точный и информационно насыщенный труд, несомненно, сыграл значительную роль в европейской историографии второй половины XV столетия, став основой для работ позднейших историков, а также послужив чисто просветительским целям.
Также Джакомо Форести составил сборник биографий «Величайшие, знаменитые и выдающиеся женщины» (лат. De plurimis claris selectisque mulieribus, или De claris mulieribus christianus commetarius), основным источником для которого послужил трактат «О знаменитых женщинах» (лат. De mulieribus claris, 1361) Бокаччо. Впервые напечатанный в 1497 году в Ферраре с посвящением вдове Матьяша Корвина королеве-консорту Венгрии и Богемии Беатриче Арагонской, он был переиздан в 1521 году в Париже Симоном Колиньи в сборнике «De memora bilibus et claris mulieribus: aliquot diversorum scriptorum opera».
Среди богословских трудов Форести следует назвать пособие в помощь кающимся «Исповедник или Вопросник» (лат. Confessionale sive interrogatorium), написанное в 1492 году на итальянском языке, в 1496-м переведённое на латынь и в 1500 году напечатанное в Венеции вышеупомянутым Бернардино Бенали, и там же в 1520 году переизданное Алессандро Биндони, «Житие Приснодевы Марии» (лат. Vita Mariae Virginis perpetuae) и «Комментарии к евангелисту Луке» (лат. Commentaria in Lucam).